# Lars Karlsson (szachista)
Lars Karlsson (ur. 11 lipca 1955 w Sztokholmie) – szwedzki szachista, arcymistrz od 1982 roku.

## Kariera szachowa
Od końca lat 70. i do połowy 90. należał ścisłej do czołówki szwedzkich szachistów. Czterokrotnie (1980, 1982, 1984, 1990) reprezentował barwy swojego kraju na szachowych olimpiadach oraz trzykrotnie (1980, 1992, 2005 – w drugiej drużynie) na drużynowych mistrzostwach Europy. W roku 1982 wystąpił w turnieju międzystrefowym (eliminacji mistrzostw świata) w Las Palmas, zajmując XI miejsce. W 1992 zdobył w tytuł mistrza Szwecji. Oprócz tego w mistrzostwach kraju dwukrotnie (1979, 1986) zdobył medale srebrne oraz raz (1976) – medal brązowy.
Wystąpił w wielu międzynarodowych turniejach, zwyciężając bądź dzieląc I miejsca m.in. w Sztokholmie (turniej Rilton Cup, 1977/78), Malmö (1979), Hradec Králové (1979/80 i 1980/81), Silkeborgu (1980), Esbjergu (1981, turniej The North Sea Cup), Niszu (1981), Eksjö (1982, wraz z Larsem-Ake Schneiderem), Helsinkach (1983), Hastings (1983/84, wraz z Jonathanem Speelmanem), Jönköping (1988), Oslo (1988, wraz z Jonathanem Tisdallem i Nigelem Daviesem), Kopenhadze (1988, 1989 wraz z Aleksandrem Sznapikiem i Jensem Kristiansenem), Hallsbergu (1997, wraz z Eduardasem Rozentalisem), Sztokholmie (2006, 2007, 2014) oraz Barcelonie (2009).
Najwyższy ranking w karierze osiągnął 1 stycznia 1985 r., z wynikiem 2550 punktów dzielił wówczas 34–37. miejsce na światowej liście FIDE, jednocześnie zajmując 2. miejsce (za Ulfem Anderssonem) wśród szwedzkich szachistów).